# أسفل النجد (يافع)

تعديل مصدري - تعديل

اسفل النجد هي إحدى قرى عزلة لبعوس بمديرية يافع التابعة لمحافظة لحج، بلغ تعداد سكانها 43 نسمة حسب تعداد اليمن لعام 2004.